# Bibi Marín
Gilberto Marín Espinoza (Mexicali, Baja California; 26 de enero de 1983), conocido profesionalmente como Bibi Marín, es un guitarrista y compositor mexicano. Bibi es conocido por ser el guitarrista de la banda de pop mexicana Reik.

## Biografía
Gilberto Marín Espinoza, nació el 26 de enero de 1983 en Mexicali.
Bibi por primera vez a los 11 años descubrió una guitarra en su casa dentro de un armario y desde ese entonces no ha abandonado su gran pasión por tocarla. A los 17 años en la preparatoria formó un grupo llamado Voyeour para dejarla un tiempo después. Después de la preparatoria Bibi ingresó a la UABC (Universidad Autónoma de Baja California) a estudiar la carrera de arquitectura pero tras cursarla por un tiempo, optó por dedicarse completamente a la música, dejando la universidad.

## Carrera artística

### Reik
Bibi toca la guitarra eléctrica en la banda Reik, fue el último integrante en formar parte de la banda después de un año de la formación de ella en 2004. La banda fue conformada por  Gilberto “Bibi” Marín, Jesús Alberto Navarro Rosas como vocalista, y Julio Ramírez Eguía como guitarrista y ha sido conformada por los mismos miembros hasta la fecha actual.
Después de formar parte en la banda Reik, ellos empezaron a hacer música con productores locales que fueron bien recibidos y aprobación por la audiencia de su ciudad debido a las reseñas que los locales le daban en las redes sociales. La banda originaria de Mexicali lanza su primer disco en 2005, incluyendo la canción “Yo quisiera”.
En su unión en 2004 la banda se estableció bajo el concepto de trío pop. Su grupo firmó un contrato con SONY BMG, recientemente después de su fundación en 2004. En sus primeros años, la banda empezó a hacer música localmente hasta lanzar su primer álbum, producido por su productor actual originario de su misma ciudad natal, Abelardo Vázquez.
Bibi, Julio y Jesús empezaron en 2003 grabando demos para el público mexicano los cuales fueron bien aceptados. En 2005 formalmente conocidos como “Reik” la banda de tres integrantes mexicana lanzó su primer disco al público titulado “Reik”.
El primero titulado “Reik” fue grabado durante 2004 y 2005 fue lanzado al público en 2005, donde se atrajo atención de más público nacionalmente. Este disco constaba de 12 canciones, entre las que destacaron los hits "Qué vida la mía", "Yo quisiera" y "Noviembre sin ti”.
En 2005 Bibi, Jesús y Julio probaron nuevos retos como nominaciones en los premios más importantes de música como lo son: Los Grammys Latinos y Los MTV Music Video Awards. De estas nominaciones la banda salió victoriosa llevándose consigo los premios de "Mejor Grupo", "Mejor Artista Mexicano" y "Mejor Nuevo Artista Mexicano", convirtiéndose en la banda con más premios de la noche después de Shakira.
Su segundo disco fue grabado en un periodo corto después del lanzamiento del primero. Para 2006, Bibi y su banda acompañados del productor Kiko Cibrián, ya tenían preparado el segundo álbum para agregar a su discografía. El álbum fue grabado durante 2006 y terminado ese mismo año, fue lanzado al público general el 12 de diciembre del mismo año. El segundo disco de la banda fue alabado por las críticas y recibió nominaciones como “Pop álbum del año”. El álbum contó con 11 nuevas piezas grabadas por la banda de las cuales resaltaron los hits, “Sabes”, “Me duele amarte” e “Invierno”.
En 2007, Bibi y su banda se van de gira tocando frente a miles de personas con sus nuevas canciones y con dos álbumes de estudio. Después de esto la banda decide tomar un ligero descanso para en 2008 volver a complacer a los fanáticos con nuevo contenido para ellos.
Después de 4 años de trayectoria como banda, Gilberto, Julio y Jesús deciden trabajar en su nuevo disco, titulado “Un día más”. Con la ayuda de producción  de Koko Stambuk, el disco fue finalmente terminado y lanzado hacía el público el 30 de septiembre del mismo año. El álbum fue lanzado por la misma disquera que sus dos lanzamientos pasados, pero esta vez el lanzamiento fue un tanto diferente. Esto debido a que el álbum fue lanzado al público originalmente con un material compuesto por 11 canciones, pero esto no acabó aquí ya que la banda decidió lanzar una versión especial del disco con versiones acústicas y bonus tracks, exclusivas para la edición especial de su disco. El tercer álbum de estudio de la banda obtuvo certificación de oro y ganó el premio a Mejor Álbum de Pop Vocal por un Dúo o Grupo en 2009 por Los Grammys Latinos.
Con una trayectoria en el mundo de la música su banda ha publicado 5 discos de estudios. Hasta la fecha, Bibi Marín, Jesús Navarro y Julio Eguía han formado una banda muy consistente y llena de trayectoria. Han pasado de crear música de un género rock a pop y han tenido colaboraciones con diferentes artistas de talla mundial. La lista es extensa y se conforma con nombres como Maluma, Nicky Jam y Wisin.
La banda ha sido muy respetada por actos que los ponen bajo los reflectores como el concierto dedicado a La Ciudad de México tras el devastador terremoto que ocurrió el pasado 2017. La banda se tomó el tiempo de recaudar fondos elaborando un concierto en el Auditorio Nacional del que el 100% de su ganancia sería donado a los damnificados del terrible acontecimiento.

## Vida privada
En 2006 se casa con Kalinda Kano, exconductora del canal de televisión Telehit. Gilberto “Bibi” Marín es ahora un hombre casado con más de diez años de un matrimonio sólido. Después de contraer matrimonio, Bibi y Kalinda han tenido un par de hijos, de siete y once años de edad.
La primera hija de Bibi con Kalinda es Jazz, Kalinda ha hablado abiertamente de ella expresando sus diferentes cambios de estilo, cortándose el cabello de diferentes maneras, esto debido a la influencia de Jazz sobre el camino artístico de su padre Bibi. El segundo bebé de la pareja fue recibido por ellos años después, el hijo fue un varón al que llamaron Emil Marín. De esta forma la pareja conformó finalmente la familia de cuatro, familia formada por Gilberto Marín Espinoza, Kalinda Kano, Jazz Marín Kano y Emil Marín Kano. Bibi y Kalinda forman una unida pareja con 13 años de trayectoria desde el 18 de octubre de 2005. La pareja expresa constantemente por las redes sociales su felicidad y bienestar con el otro.

## Discografía

### Con Reik
Álbumes de estudio
- 2005: Reik[11]
- 2006: Secuencia[12]
- 2008: Un día más[13]
- 2011: Peligro[14]
- 2016: Des/Amor[15]
- 2019: Ahora[16]

Álbumes en vivo
- 2006: Sesión metropolitana[17]
- 2013: Reik, en vivo desde el Auditorio Nacional[18]